# ベルナール・ダディエ

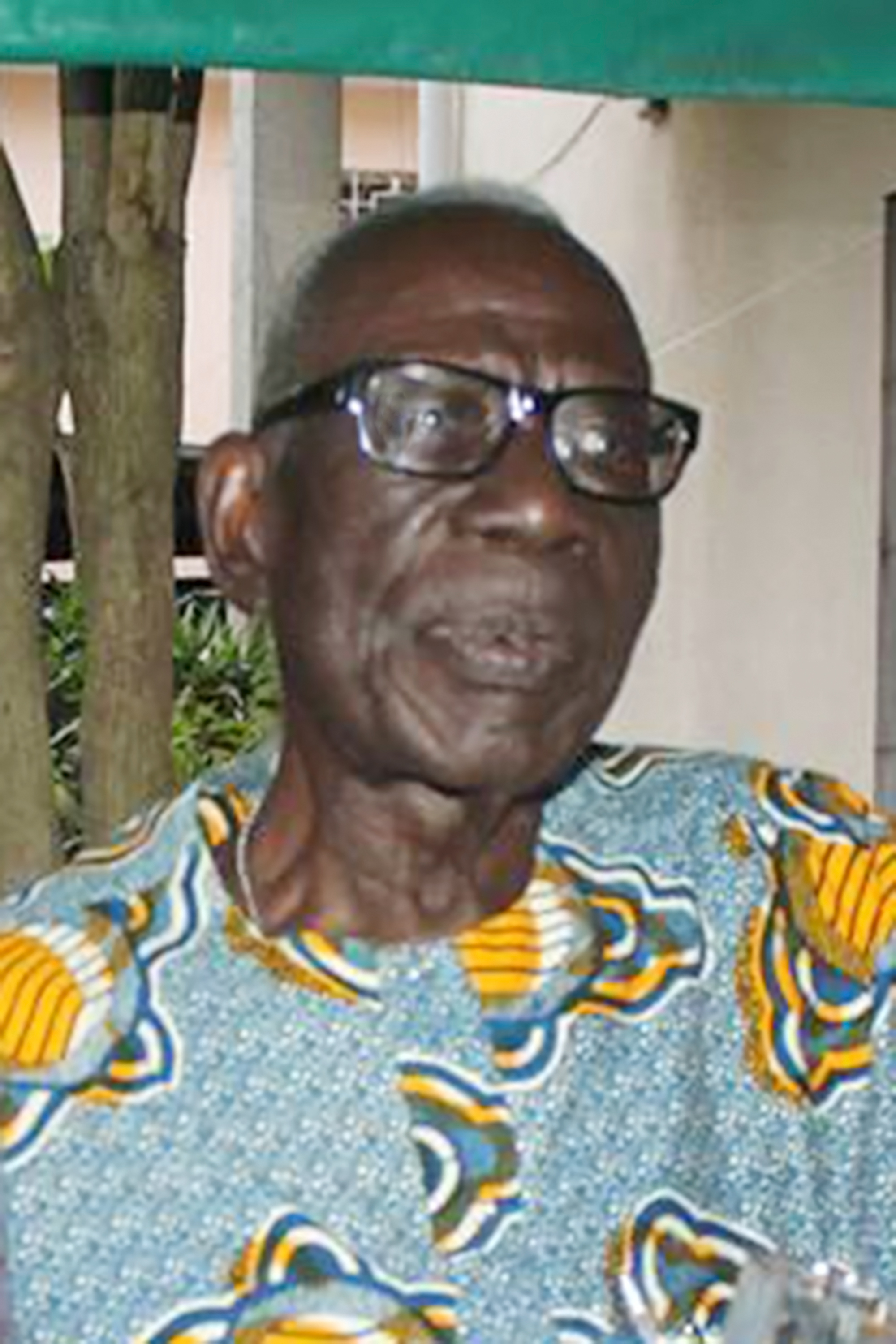
ベルナール・ダディエ

ベルナール・バンラン・ダディエ（Bernard Binlin Dadié、1916年1月10日 - 2019年3月9日）は、コートジボワールの小説家、詩人、劇作家、政治家。

## 経歴
アシニに生まれる。セネガルで高等教育を受け、その後ダカールにあるフランス国立アフリカ研究所に勤めた。1947年に帰国すると国内の独立運動に加勢し、政治囚として刑務所に送られている。コートジボワールの独立後は1977年から1986年までの間に文化大臣を務めている。2019年3月9日、アビジャンで死去した。103歳没。

## 関連文献
- 村田はるせ「アフリカで作家であるということ : ベルナール・ダディエ (Bernard Dadié) とヴェロニック・タジョー (Véronique Tadjo) から読む西アフリカのフランス語文学」、東京外国語大学、2010年1月、ISSN 18845533、2022年7月3日閲覧。